# NK Vir otok Vir
NK Vir je hrvatski nogometni klub s otoka Vira. Osnovan je 1995. na staroj tradiciji nogometnog kluba "Mornara". Natječe se u županijskoj ligi.